# Щербак, Юрий Николаевич
Ю́рий Никола́евич Щерба́к (укр. Юрій Миколайович Щербак; род. 12 октября 1934, Киев) — советский и украинский писатель, сценарист, эпидемиолог, публицист, политик, эколог и дипломат. Автор около 100 научных работ и двух десятков книг, а также ряда пьес и киносценариев. Доктор медицинских наук. Академик Академии экологических наук Украины (АЭНУ).

## Биография
Родился 12 октября 1934 года в Киеве, во время Великой Отечественной войны был эвакуирован в РСФСР и вернулся в родной город в начале марта 1944 года. В 1958 году окончил Киевский медицинский институт по специальности «санитарный врач». С 1958 по 1987 годы работал в Киевском научно-исследовательском институте эпидемиологии и инфекционных заболеваний имени Л. В. Громашевского младшим, а затем и старшим научным сотрудником. Принимал участие в борьбе с рецидивирующими проявлениями холеры на территории Украины и Узбекистана, за что был награждён орденом Трудового Красного Знамени, а также со вспышками других инфекционных заболеваний. Кандидатская (1965) и докторская (1983) диссертации посвящены эпидемиологии особо опасных инфекционных болезней.
Литературную деятельность начал с середины 1950-х годов сатирическими «рисованными рецензиями» в духе литературных идей «шестидесятников». Член Союза писателей Украины с 1966 года (в 1987—1991 годах — секретарь правления) и Союза кинематографистов Украины с 1971 года.
После начала перестройки приобрёл популярность как публицист статьями о Чернобыльской трагедии в украинской и российской печати. Тогда же занялся общественно-политической деятельностью. Один из основателей и первый председатель Украинской экологической ассоциации «Зелений світ» («Зелёный мир»), которую возглавлял до 1991 года. Первый лидер Партии зелёных Украины. После распада СССР и обретения Украиной независимости окончательно отошёл от литературного творчества и занялся политикой. В 1991 году Щербак заявил, что «отныне не будет заниматься так называемым „красным писательством“, то есть не будет писать романов или рассказов „О Васе и Асе, Ване и Ане“». В 1998 году Институт украинских исследований Гарвардского университета издал на английском языке политико-публицистическую книгу Щербака «Стратегическая роль Украины» (The Strategic Role of Ukraine), а в 2003 году вышла его публицистическая книга «Украина: вызов и выбор (Перспективы Украины в глобализированном мире XX века)».
В 1989—1991 годах — народный депутат СССР, член оппозиционной Межрегиональной депутатской группы, член Верховного Совета СССР, председатель подкомитета по вопросам ядерной энергетики и экологии.
В 1991—1992 годах — первый министр охраны окружающей среды независимой Украины, член Совета национальной безопасности Украины.
С 24 июля 1992 по 22 октября 1994 года — Чрезвычайный и Полномочный Посол Украины в Израиле.
С 22 октября 1994 по 18 ноября 1998 года — Чрезвычайный и Полномочный Посол Украины в США.
С 27 февраля 1997 по 18 ноября 1998 года — Чрезвычайный и Полномочный Посол Украины в Мексике по совместительству).
С 23 ноября 1998 по 9 марта 2000 года — советник Президента Украины.
С 9 марта 2000 по 7 апреля 2003 года — Чрезвычайный и Полномочный Посол Украины в Канаде (одновременно — представитель Украины при Международной организации гражданской авиации (ICAO, Оттава).
С декабря 2009 года — один из основателей и член Совета по внешней и безопасной политике (укр. Рада із зовнішньої та безпекової політики).
Владеет польским и английским языком. Академик Академии экономических наук Украины (АЭНУ). Женат, имеет дочь и сына. Его старший брат — Николай Щербак — учёный-зоолог, заведующий Зоологического музея НАН Украины — ещё в молодости был осуждён по обвинению в национализме.

## Взгляды
Выступал против освобождения М. С. Горбачёва от должности на пятом съезде народных депутатов СССР. Комментируя активно обсуждаемую в дипломатических и политических кругах в конце 90-х годов тему вступления Украины в НАТО, Щербак считал, что это романтическая мифологема. По его мнению, Россия всячески будет препятствовать Украине на пути её развития и стремления вступить в НАТО и инструментом для этого будет Договор о дружбе, сотрудничестве и партнёрстве между Российской Федерацией и Украиной. Статья шестая этого договора давала возможность РФ блокировать любую попытку Украины вступить в Альянс. Он — сторонник стратегической концепции отношений с Россией, которая должна была строиться на основе равноправного сотрудничества, последовательной защиты национальных интересов Украины, а также развития отношений с НАТО, реформирования ВСУ с учётом европейских стандартов. В целом же Юрий Николаевич считал появление независимой Украины главным геополитическим событием двадцатого столетия.

## Литературная деятельность
Литературную деятельность Юрий Щербак начал в середине 1950-х годов как активный член литературного объединения своего института. Студенческая газета «За медицинские кадры» публиковала сатирические «рисованные рецензии» и первые рассказы Щербака. В 1966 году вышла его первая повесть «Как на войне», рассказывающая о буднях советских медиков. Первые рассказы Щербака, опубликованные в журнале «Юность», он даже оформил собственными рисунками. В 1975 году он дебютировал как драматург пьесой «Открытие», поставленной в Харьковском академическом театре им. А. Пушкина. Кроме того, Юрий Щербак известен своими переводами польской поэзии.
Большую часть произведений Щербака, в которых он затрагивал тему научного подвижничества и проблемы экологии, можно отнести к условному жанру «городской прозы». В романе «Барьер несовместимости» он рассказывает о проблемах трансплантации сердца, а в документальном романе «Причины и последствия» о борьбе с бешенством. Произведения Юрия Щербака, повести, новеллы, стихи и пьесы, переводились на языки народов бывшего СССР и издавались на территории социалистических стран. Кроме того он создал ряд киносценариев художественных, научно-публицистических и документальных фильмов. За сборник новелл «Светлые танцы прошлого» удостоен литературной премии Юрия Яновского (1984), за киносценарий фильма «Государственное отношение» — премии имени Александра Довженко.
В повести «Хроника города Ярополя», опубликованной в 1968 году и переработанной в 1983-м, описана гротескно-фантастическая история небольшого городка Ярополя, в которой в летописной манере рассказывается о реальных и невероятных событиях, происходящих здесь в течение нескольких веков. В повести сочетаются элементы научной фантастики, легенды и сказки. Кроме того перу Щербака принадлежат несколько фантастических рассказов: «Допрос», «Синтез», «Одиссея-2482» и др.

## Литературные произведения
- 1966 — «Как на войне» (укр. Як на війні, сборник рассказов и повестей)
- 1968 — «Хроника города Ярополя» (укр. Хроніка міста Ярополя, повесть, второе издание в 1983 году)
- 1971 — «Барьер несовместимости» (укр. Бар'єр несумісности, роман)
- 1973 — «Маленькая футбольная команда» (укр. Маленька футбольна команда, сборник)
- 1986 — «Причины и последствия» (укр. Причини і наслідки, документальный роман о борьбе с бешенством)
- 1987 — «Чернобыль» (укр. Чорнобиль, документальная повесть)
- 1998 — «Стратегическая роль Украины» (англ. The Strategic Role of Ukraine, публицистика) (англ.)
- 2003 — «Украина: вызов и выбор (Перспективы Украины в глобализированном мире XX века)» (укр. Україна: виклик і вибір. Перспективи україни в глобалізованому світі XXI століття, публицистика)
- 2010 — «Украина в зоне турбулентности» (укр. Україна в зоні турбулентності, сборник статей, выступлений и комментариев)
- 2011 — «Время смертохристов. Миражи 2077» (укр. Час смертохристів. Міражі 2077 р., остросюжетный политический триллер)

## Киносценарии
- «Мы студенты разных континентов» (укр. «Ми студенти різних континентів»)
- 1965 — «Они отстояли весну» (укр. «Вони відостояли весну»)
- 1966 — «Утренние острова» (укр. «Ранкові острови», автор дикторского текста)
- 1967
  -  — «Сыновья Баштанской республики» (укр. «Сини Баштанської республіки»)
  -  — «Годы и секунды» (укр. «Роки і секунди»)
- 1968 — «Карантин»
- 1969 — «Хортица» (укр. «Хортиця»)
- 1970 — «Путь к сердцу» (укр. «Шлях до серця»)
- 1980 — «В. Глушков, кибернетик» (укр. «В. М. Глушков, кібернетик», в соавт.)
- 1981 — «Остров поющих песков» (укр. «Острів співучих пісків», т/ф)
- 1982 — «Открытие» (укр. «Відкриття», т/ф)
- 1983 — «Государственное отношение» (укр. «Державне ставлення»)
- 1986 — «Приближение к будущему» (укр. «Наближення до майбутнього», в соавт.)

И другие.
По рассказу Щербака «Гармоническое вдохновение» (укр. Гармонійне натхнення) снята телелента «Однажды в декабре» (укр. «Якось у грудні», 1988).

## Награды и звания
- Орден Свободы (2016)[12]
- Орден «За заслуги» ІІ степени (2009)[13]
- Почётный знак отличия Президента Украины (1996)[14]
- Орден Трудового Красного Знамени
- Кинопремия им. А. Довженко
- Лауреат премии им. Ю.Яновского (1984)
- Государственный служащий 3-го ранга (январь 1999)
- Премия фонда Антоновичей (2018)
- Орден «За интеллектуальную отвагу» (2021)